# 齒唇音
齿唇音（Dentolabial consonants）的调音与唇齿音相反：通过使下齿和上唇相接触来调音。世界语言中罕见此音，可能是因为普遍的错位咬合(特别是缩颌)使得发音偏难。瑞典语/ɧ/的同位异音之一被记作软腭化齿唇擦音，清齿唇擦音见于格陵兰语部分西南方言(Vebæk 2006)。
国际音标扩展中表示齿唇音的变音符号是⟨◌͆⟩，类比表示唇齿音的符号：⟨m͆ p͆ b͆ f͆ v͆⟩。塞擦音、预鼻化塞音等复杂辅音也可能出现。